# Малий Конець
Малий Конець (словен. Mali Konec) — поселення в общині Гросуплє, Осреднєсловенський регіон, Словенія. Висота над рівнем моря: 465,4 м.